# توماس كاهيل
توماس كاهيل (بالإنجليزية: Thomas Cahill)‏ هو مدرب كرة قدم أمريكي، ولد في 25 ديسمبر 1864 في نيويورك في الولايات المتحدة، وتوفي في 29 سبتمبر 1951 في أورانج الجنوبية ‏ في الولايات المتحدة.